# San Fili
San Fili est une commune de la province de Cosenza, dans la région de Calabre, en Italie.

## Géographie
La zone se trouve près du côté est de la chaîne côtière. Il comprend le sommet du mont Luta (1231 mètres) et le ruisseau Emoli. Le village s'étend principalement sur trois collines.

## Histoire
Le lieu s'appelait autrefois Terra Sancti Felicis, probablement en l'honneur de San Felice, un saint vénéré par la population dans l'église paroissiale de l'époque. Le nom de San Fili est venu plus tard et au XVe siècle, la ville est devenue une partie du comté de Rende, qui a appartenu aux Dogi Adorno de Gênes de 1445 à 1529. À partir de 1532, Rende (et avec elle San Fili) a été élevée au rang de marquisat et Ferrente de Alarcone comme fief donné.
San Fili a un hameau et deux quartiers d'une certaine importance : le hameau de Bucita et les quartiers de Frassino et Cozzi. Ils ont rendu célèbre San Fili Vincenzo Miceli Professeur de droit constitutionnel puis de philosophie du droit à l'Université de Pise, Palerme et Pérouse, et encore Alfonso Miceli, son frère (1855-1940), président de la Cour d'appel de Naples, tous deux natifs de San Fili et le Appartient à la famille baronniale du même nom de Miceli di Serradileo. Plus récemment par le Baron Marcello Miceli (1918-1992), Gentilhomme de Sa Sainteté Paul VI, Jean-Paul Ier et Jean-Paul II, et Chevalier de Grâce et de Dévotion de l'Ordre Souverain de Malte.
Plusieurs Sanfilesi sont des émigrants au Canada et aux États-Unis d'Amérique, et un nombre important également en Amérique du Sud (Argentine et Brésil), ainsi que de nombreux émigrants dans des pays européens comme l'Allemagne et la Suisse. Aujourd'hui, les descendants des émigrants Sanfilesi sont nombreux; Un exemple est la communauté canadienne, qui semble avoir atteint 6 000 unités.

## Monuments et points de repère

### Architecture religieuse
- L'Église Mère de la Santissima Annunziata.
- L'église de la retraite.
- L'Église du Saint-Esprit.
- L'église de Sant'Antonio Abate.
- L'église du Carmin.
- L'église de Santa Lucia.

## Culture

### Traditions
La municipalité de San Fili est connue sous le nom de "Pays des magare", créatures identifiées comme des sorcières dans une grande partie du sud de l'Italie. En réalité, ce ne sont pas des magiciennes : à San Fili, les "magare" étaient les femmes que l'on appellerait aujourd'hui naturopathes ou herboristes. A la différence qu'en plus de la connaissance des herbes et des remèdes naturels, ils ont aussi la sagesse populaire, une religiosité prononcée et un charme suggestif.

### Événements
En août, un événement culturel et gastronomique appelé "Notti delle Magare" a lieu.

### Cuisine
Pasta e patate ara tijeddra, majatica, cuddruriaddri e vecchiareddre, turdiddri, chjina, pallone di fichi, crocette di fichi

## Économie
L'économie du territoire repose principalement sur l'utilisation intelligente des forêts.

## Infrastructures et Transports
La rue principale de la ville est Via XX Settembre.

La route nationale 107 Silana Crotonese relie la région de San Fili dans un rayon de 20 kilomètres à Cosenza, à l'Université de Calabre, à l'autoroute A2 Salerno-Reggio Calabria, à Paola.

## Sport
- San Fili Calcio 1926 joue dans le championnat de Calabre.

## Galerie

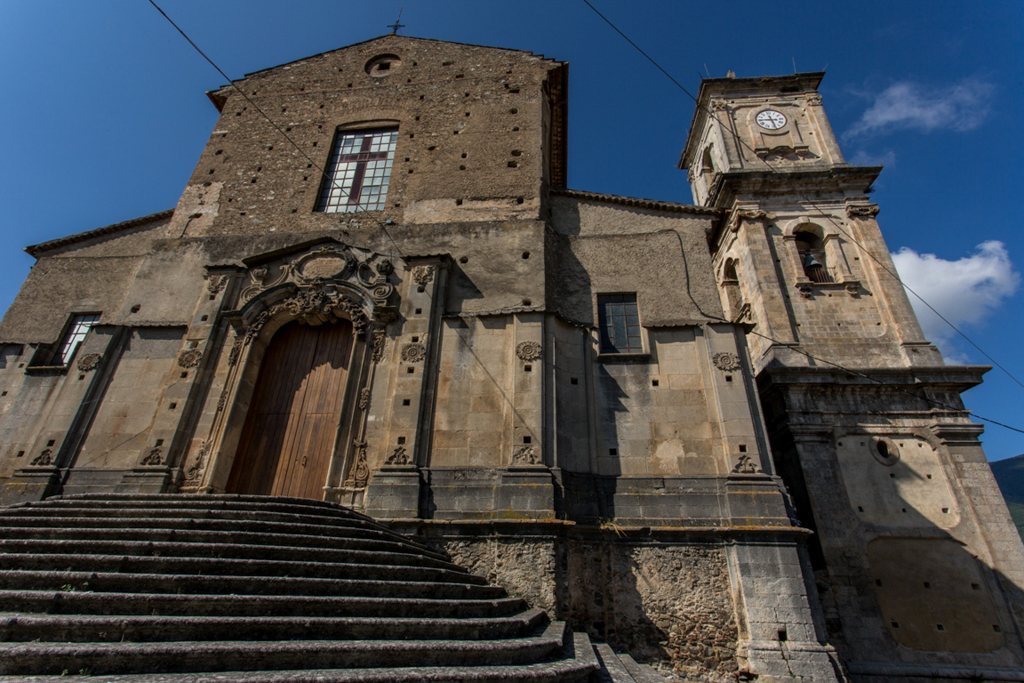
Chiesa Madre Santissima Annunziata
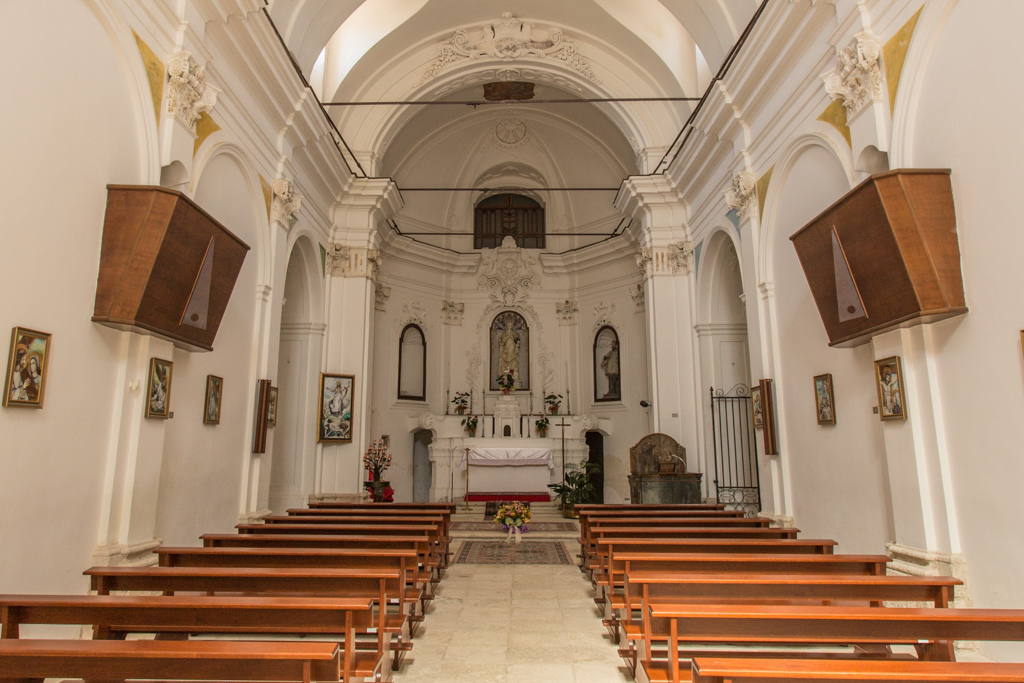
Intérieur de l'église du Retiro
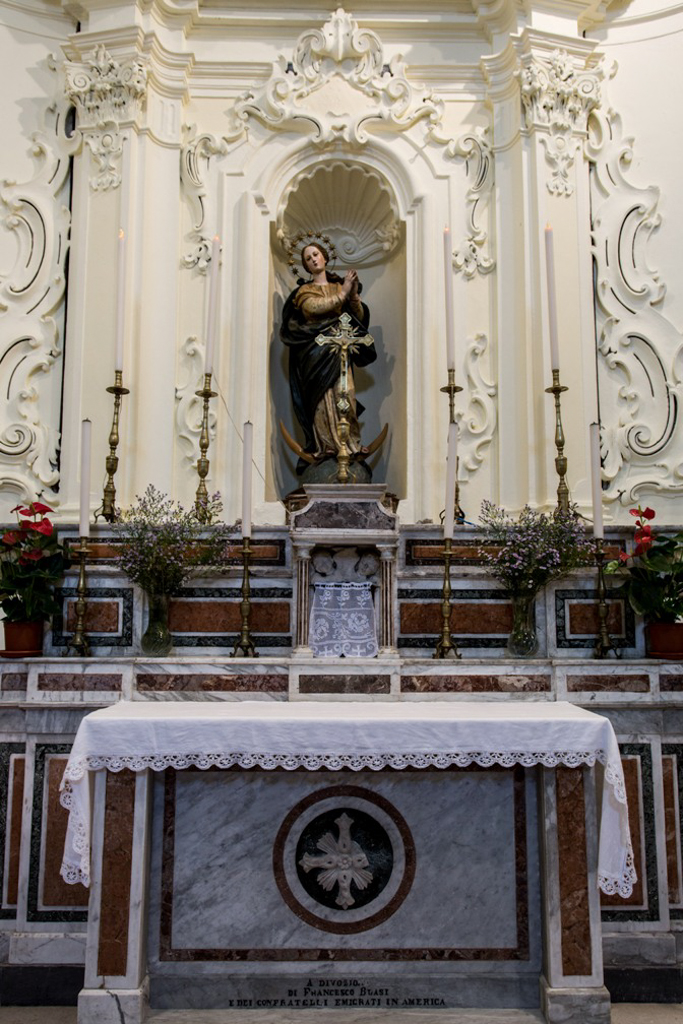
Église de l'Immaculée Conception
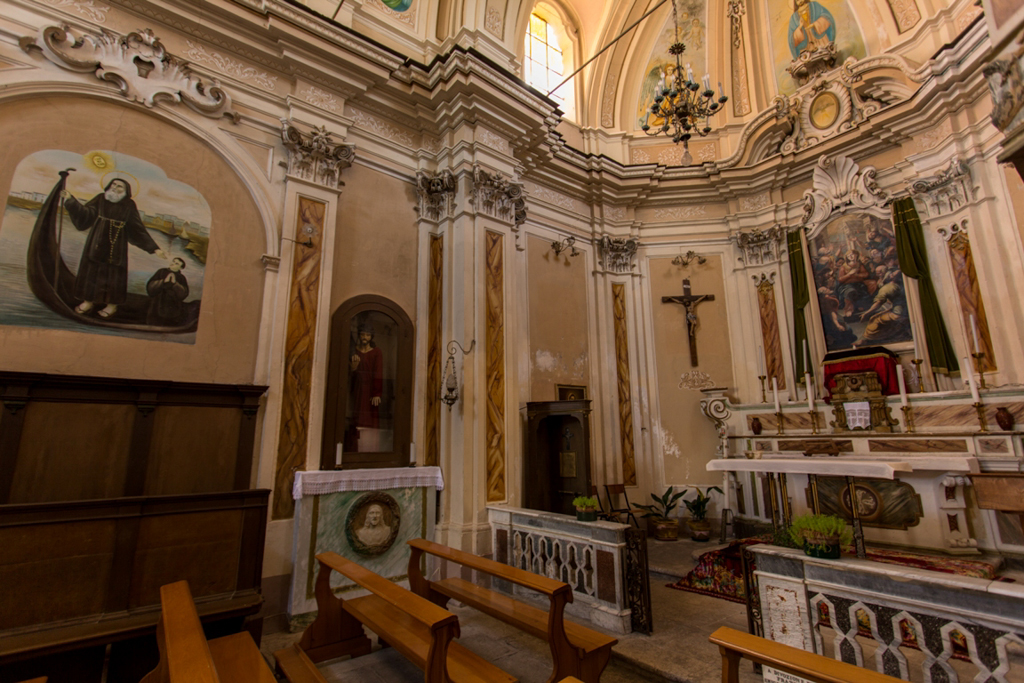
Intérieur de l'église du Spirito Santo
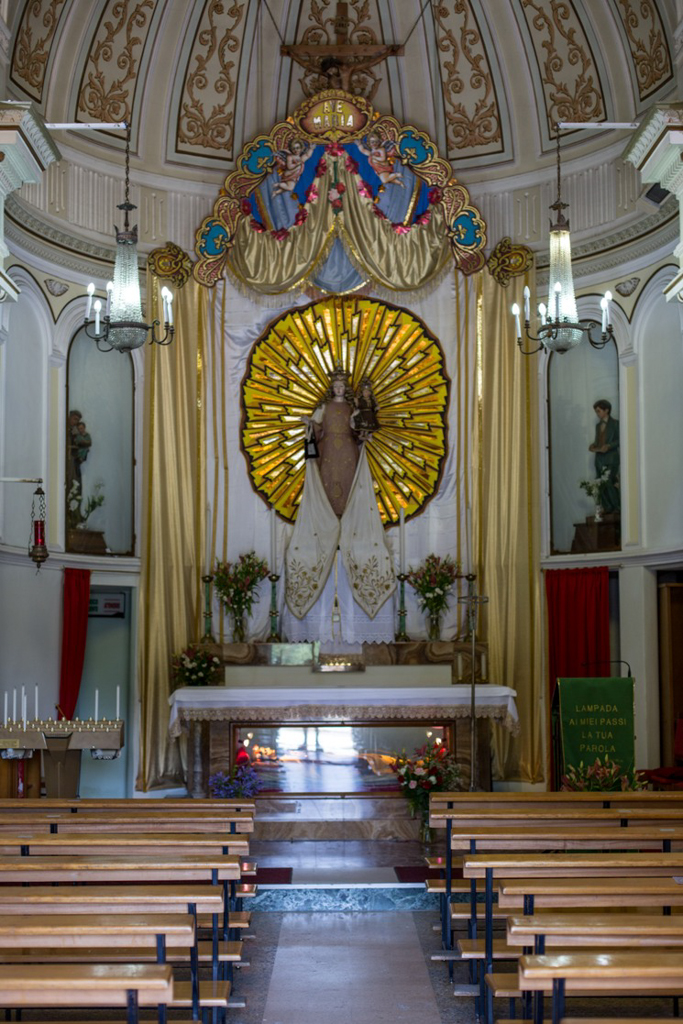
Église de la Madonna del Carmelo
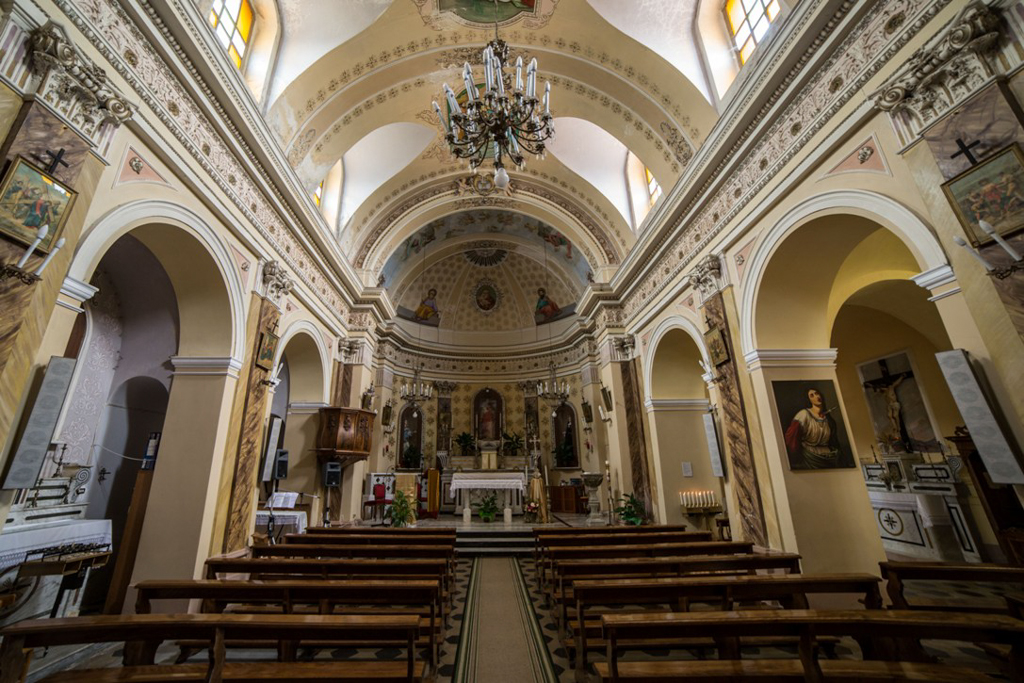
Église de Sainte-Lucie
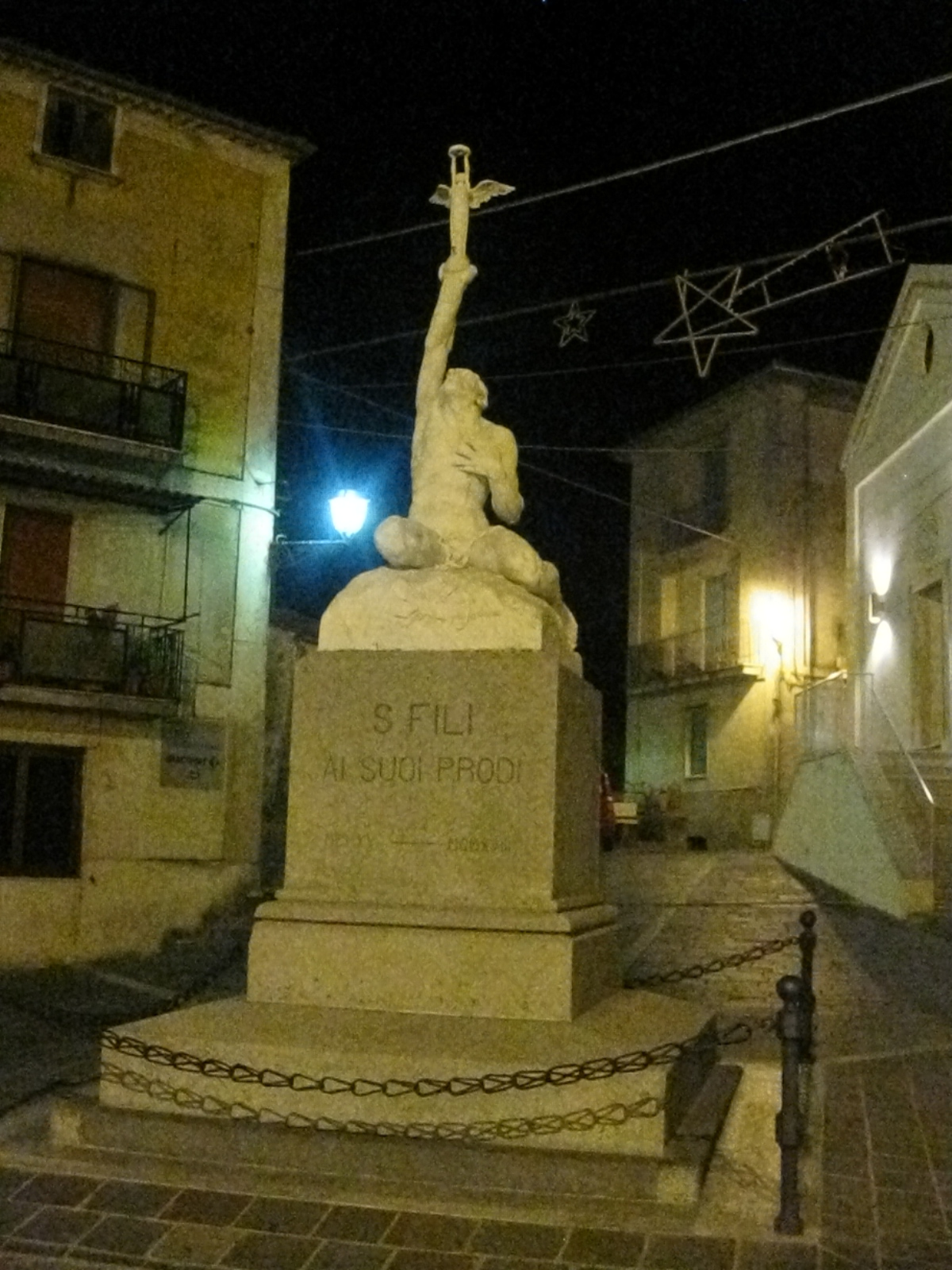
Monument aux morts
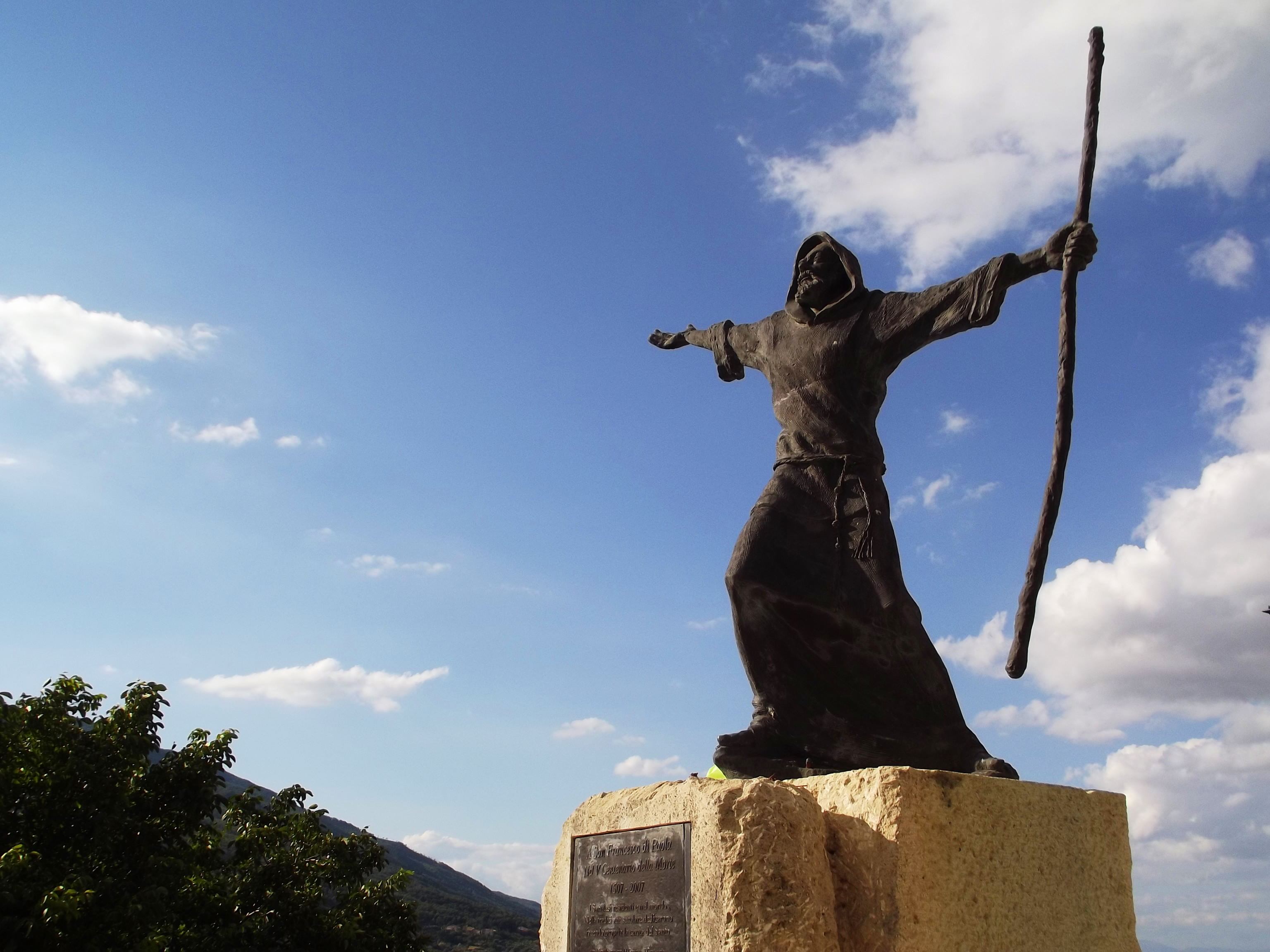
Statue de San Francesco di Paola
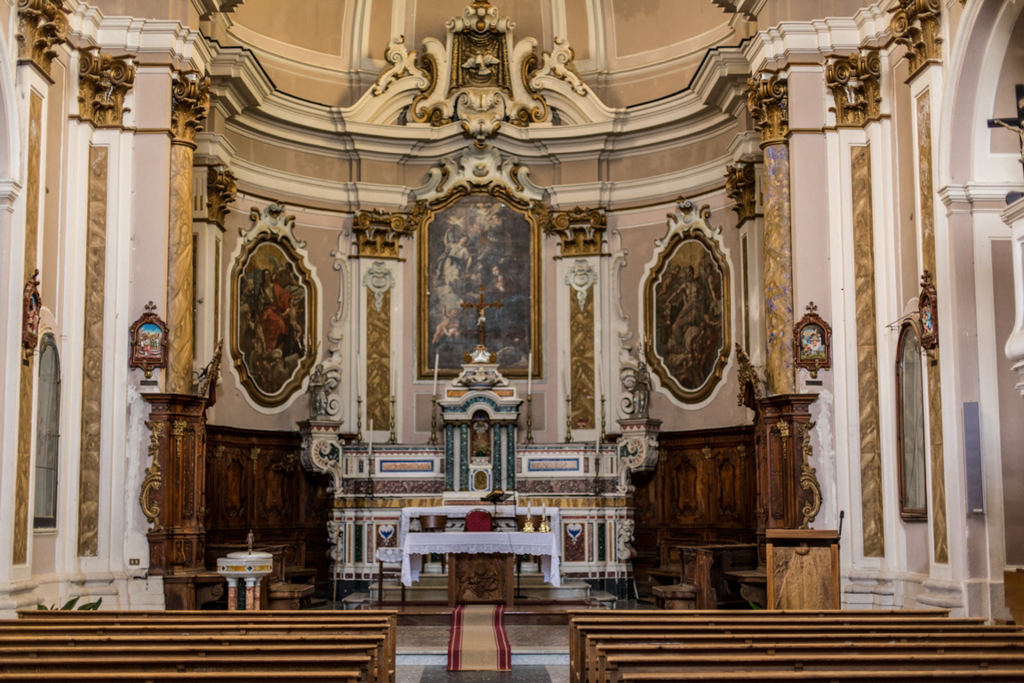
Chiesa Madre Santissima Annunziata
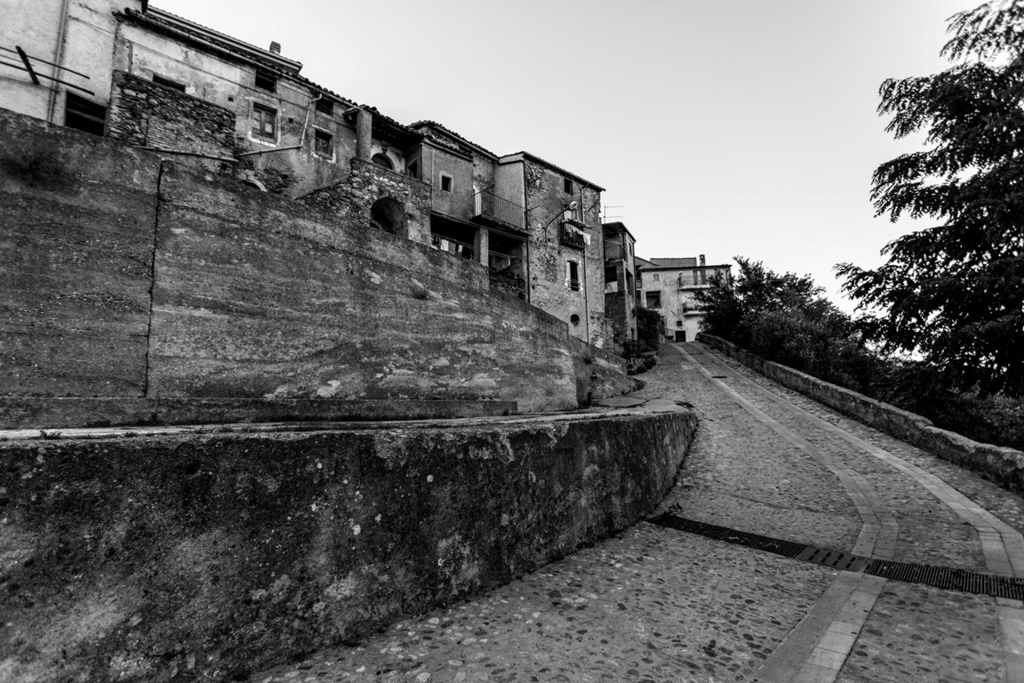
Via Casalini (Bucita)
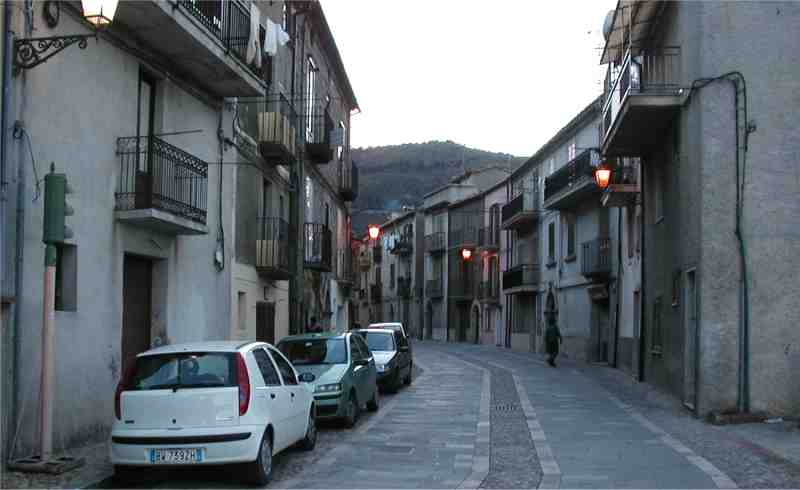
via le XX septembre
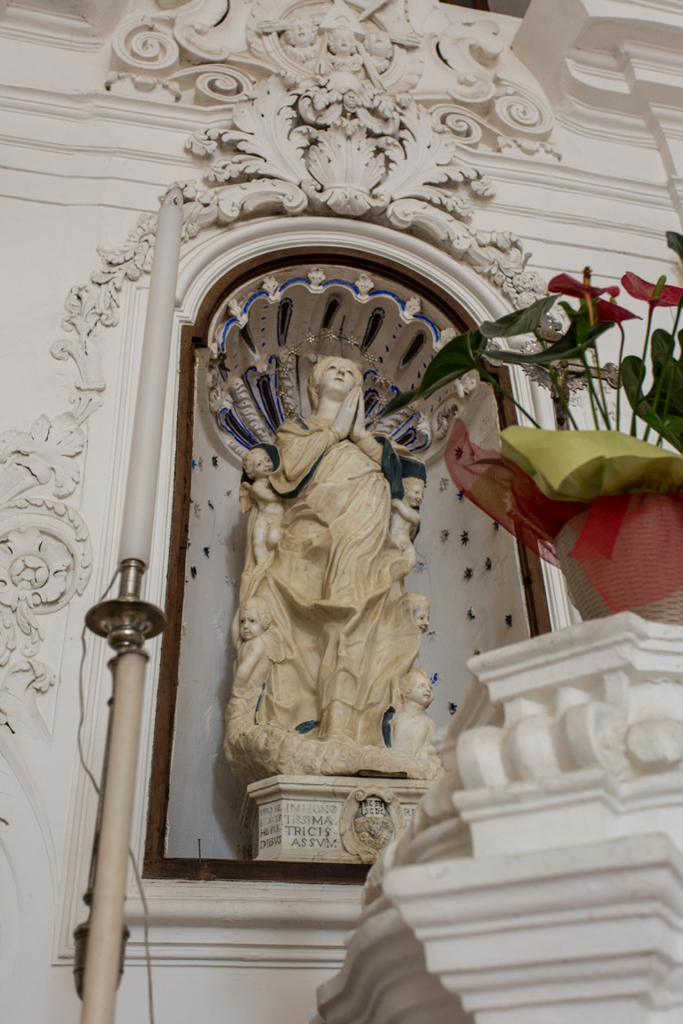
Statue de Santa Maria degli Angeli